# Banchus agathae
Banchus agathae är en stekelart som beskrevs av Michael G. Fitton 1985. Banchus agathae ingår i släktet Banchus och familjen brokparasitsteklar. Inga underarter finns listade.